# 薩克松

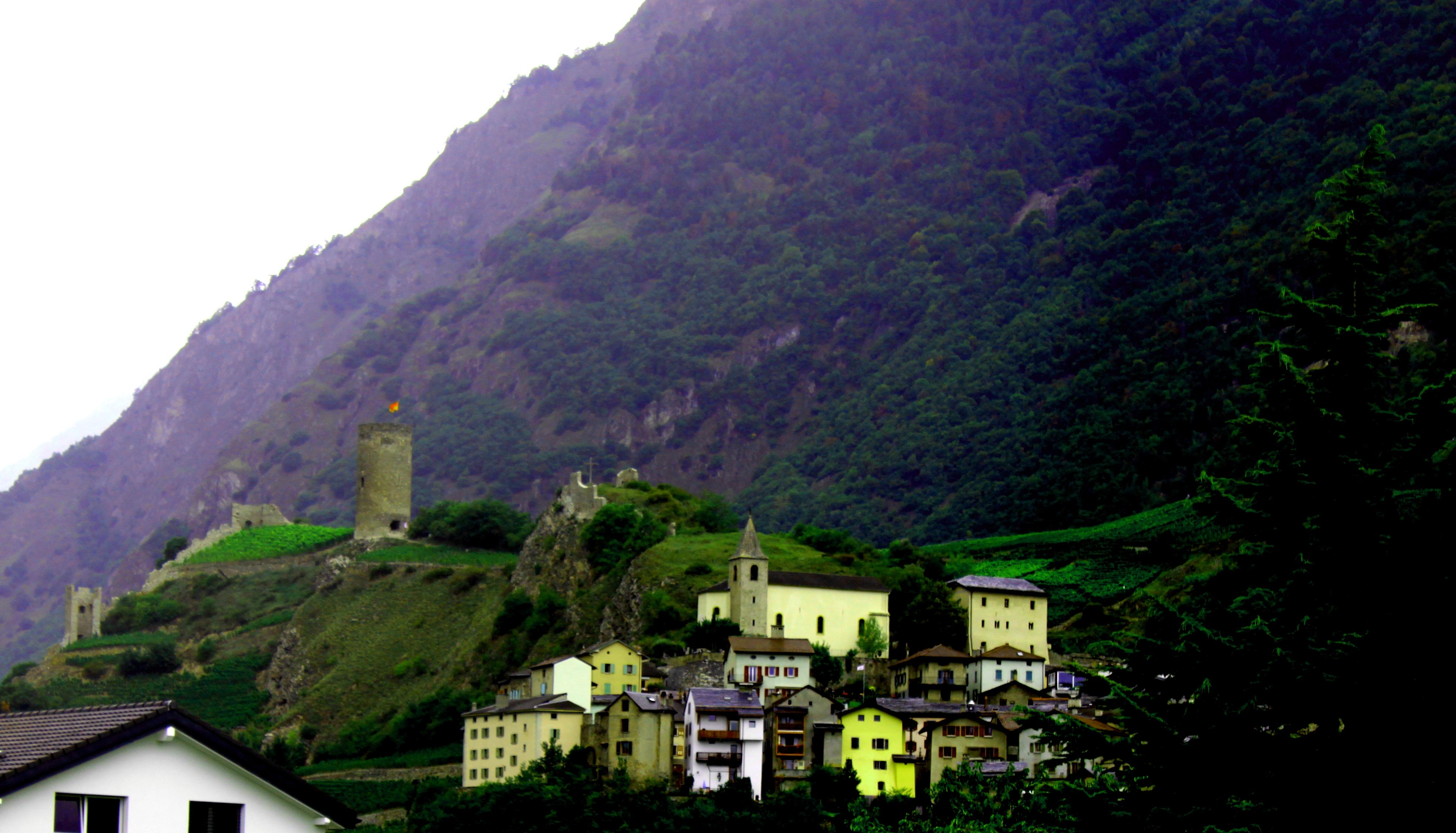

薩克松是瑞士的城鎮，位於該國南部，由瓦萊州負責管轄，面積23.23平方公里，海拔高度533米，2011年人口4,698，八成人口信奉羅馬天主教，人口密度每平方公里202人。

## 外部連結
- Official website （页面存档备份，存于） （法文）